# Вулиця Степана Бандери (Бучач)
Вулиця Степана Бандери — вулиця в південній частині Бучача. Починається від вулиці Галицької і закінчується на південній околиці міста дорогою на Коропець, Золотий Потік і Коломию.

## Дотичні вулиці
Правобічні: В. Івасюка, Гайова.

Золота липа

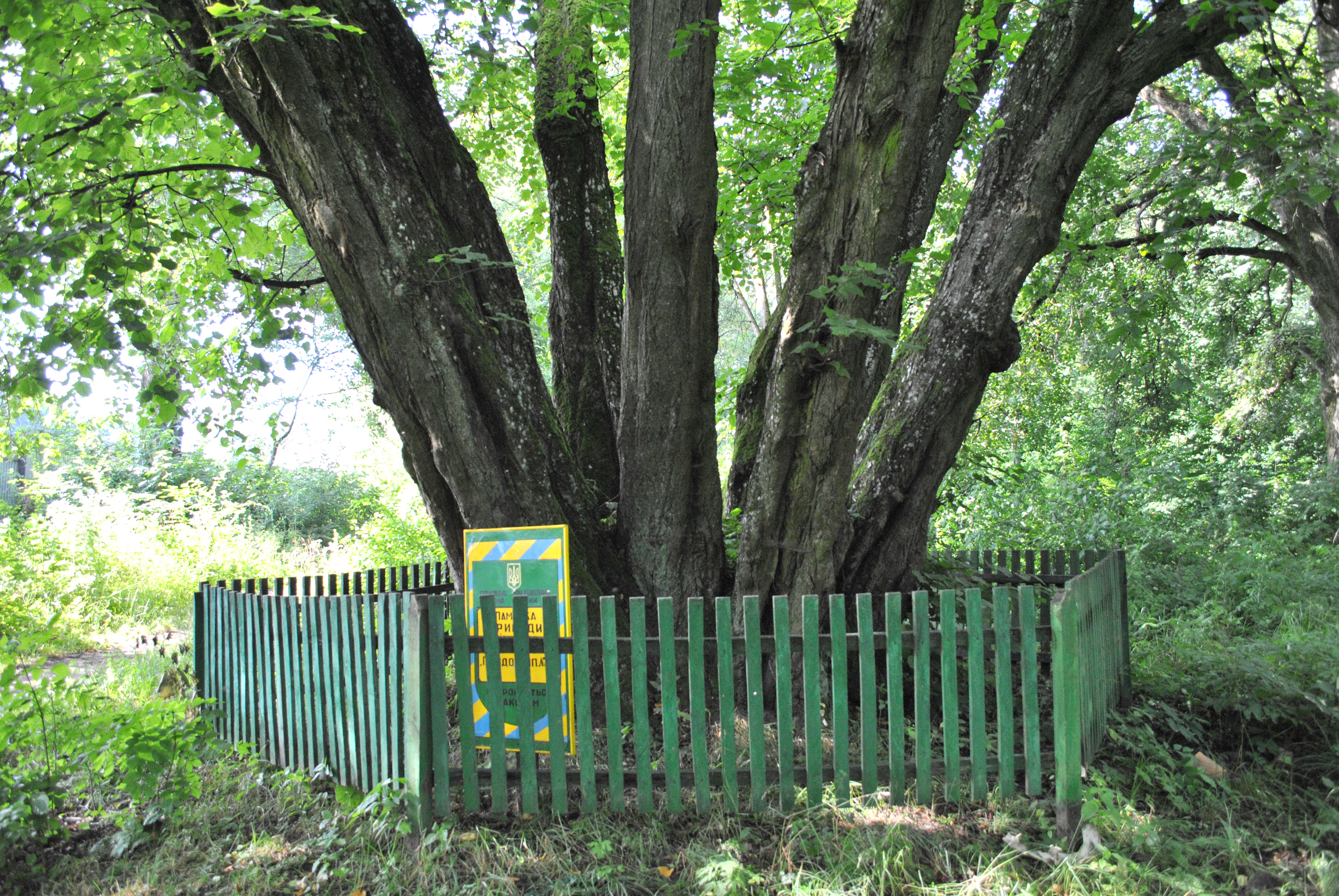
Гніздо лип № 1

Лівобічні: Замкова, Бічна С. Бандери, Бічна Замкова, М. Лисенка, М. Коцюбинського.

## Історія
Назва вулиці за радянських часів — Чапаєва.

## Пам'ятки природи
- Гніздо лип № 1
- Гніздо лип № 2
- Золота липа

## Архітектура
- пам'ятник Степанові Бандері
- прокатедральний храм Благовіщення, УГКЦ
- церква святого князя Володимира

## Підприємства, установи, організації
- Бучацький ліцей, СЗОШ № 2
- ветеринарна лабораторія, Бандери, 4
- управління ветеринарної медицини, Бандери, 6
- Бучацьке АТП-16139, Бандери, 6
- ветлікарня, Бандери, 6
- відділення поштового зв'язку № 3, Бандери, 10
- інспекція держтехнагляду, Бандери, 10
- Ощадбанк, Бандери, 10
- державна автоінспекція, Бандери, 12
- ДП «Бучацьке лісове господарство», Бандери, 12
- торговий дім «Європа», Бандери, 21
- стадіон «Колос», Бандери, 23
- Бучацький міський парк

## Транспорт
На початку вулиці неподалік перехрестя з вул. Галицькою є зупинка міського громадського транспорту, який курсує від колишнього відгодівельного заводу до сіл Пишківці і Трибухівці. Також на вулиці є зупинки автобусів, які прямують на містечка Золотий Потік та Коропець, села Жизномир, Ліщанці,  Зубрець, Порохову, Киданів, Космирин, Губин та інші села південної частини Бучаччини і Монастириського районів.